# 이슬람 두다에브
이슬람 두다에브(알바니아어: Islam Dudaev, 1995년 1월 15일~) 또는 이슬람 레치예비치 두다예프(러시아어: Исла́м Лечи́евич Дуда́ев)는 러시아 출신 알바니아의 레슬링 선수이다. 러시아 국가대표로 활동하다가 2021년 알바니아로 귀화했으며 2024년 하계 올림픽 남자 자유형 라이트급에서 동메달을 획득했다.